# جان فيليكس نوبل
جان فيليكس نوبل (بالألمانية: Jan Felix Knobel)‏ (و. 1989  م) هو منافس ألعاب قوى ألماني، شارك في الألعاب الأولمبية الصيفية 2012.

## روابط خارجية
- جان فيليكس نوبل على موقع الاتحاد الدولي لألعاب القوى (الإنجليزية)
- جان فيليكس نوبل على موقع اللجنة الأولمبية الدولية (الإنجليزية)
- جان فيليكس نوبل على موقع أوليمبيديا (الإنجليزية)
- جان فيليكس نوبل على موقع اللجنة الأولمبية الألمانية (الألمانية)